# Station Yoshizuka
Station Yoshizuka  (Japans: 吉塚駅,Yoshizuka-eki) is een spoorwegstation op de Kagoshima-lijn en de Sasaguri-lijn. Het station wordt uitgebaat door Kyushu Railway Company en bevindt zich in Hakata-ku in de stad Fukuoka in de prefectuur Fukuoka, Japan.

## Perrons
| 1 | ■ Sneltreinen :Sonic, Nichirin en Ariake | Kokura・Oita・Miyazaki           |
| 1 | ■Kagoshima-lijn                          | Akama・Kokura・Mojikō            |
| 2 | ■Kagoshima-lijn                          | （wisselplaats）                 |
| 3 | ■Sneltrein:Ariake                        | Kumamoto・Hikarinomori           |
| 3 | ■Sneltrein:Sonic,Kirameki                | Hakata                           |
| 3 | ■Kagoshima-lijn                          | Hakata・Futsukaichi・Tosu・Ōmuta |
| 4 | ■Sneltrein: Kaiō                         | Shin-Iizuka・Nōgata              |
| 4 | ■Sasaguri-lijn                           | Keisen・Shin-Iizuka・Nōgata      |
| 5 | ■Sneltrein: Kaiō                         | Hakata                           |
| 5 | ■Sasaguri-lijn                           | Hakata                           |